# Max von Krosigk
Max Adolf Friedrich von Krosigk (* 18. Mai 1846 in Magdeburg; † 18. Februar 1919 in Berlin-Wilmersdorf) war ein preußischer Generalleutnant.

## Leben

### Herkunft
Max entstammte dem Adelsgeschlecht von Krosigk. Er war ein Sohn von Kurt von Krosigk (1819–1898) und dessen Ehefrau Armgard, geborene von Haeseler aus dem Hause Klosterhäseler (1822–1891). Der preußische Generalleutnant Georg von Krosigk (1854–1912) war sein jüngerer Bruder.

### Militärkarriere
Krosigk besuchte bis September 1864 die Klosterschule Roßleben und trat am 1. April 1865 als Fahnenjunker in die 7. Kompanie des 1. Garde-Regiments zu Fuß der Preußischen Armee ein. Er besuchte die Kriegsschule Potsdam, die Krosigk mit Allerhöchster Belobigung abschloss. Als Portepeefähnrich nahm er 1866 während des Deutschen Krieges an den Kämpfen bei Soor und Königinhof teil und wurde in der Schlacht bei Königgrätz durch einen Schuss in den linken Oberschenkel schwer verwundet. Für sein tapferes Verhalten während dieser Schlacht wurde Krosigk mit dem Militär-Ehrenzeichen I. Klasse ausgezeichnet. Als Sekondeleutnant kommandierte man ihn ab Oktober 1869 zur Kriegsakademie, die Krosigk jedoch wegen des Deutsch-Französischen Krieges bereits ein Jahr später wieder verlassen musste. Krosigk wurde für die Dauer des mobilen Verhältnisses dem II. Bataillon des 1. Garde-Landwehr-Regiments zugeteilt und nahm an den Belagerungen von Straßburg und Paris sowie den Gefechten bei Malmaison und Montretout teil. Nach Kriegsende kehrte Krosigk an die Kriegsakademie zurück, die er bis Ende Juli 1873 absolvierte. Zwischenzeitlich war er am 2. September 1872 Premierleutnant geworden und hatte für seine Leistungen während des Krieges das Eiserne Kreuz II. Klasse erhalten.
Von Ende April 1874 bis Anfang April 1877 war Krosigk im Großen Generalstab tätig und wurde als Hauptmann in den Generalstab des XIV. Armee-Korps versetzt. Von dort kam er am 5. Mai 1881 in den Generalstab der 17. Division, trat am 15. April 1882 in den Truppendienst zurück und wurde Kompaniechef im Grenadier-Regiment Nr. 89. Am 3. Januar 1884 folgte seine Versetzung in den Generalstab 1. Garde-Division. Bereits drei Wochen später stellte man Krosigk à la suite und ernannte ihn zum persönlichen Adjutant des Prinzen Wilhelm von Preußen. In dieser Stellung wurde er am 15. April 1884 zum Major befördert und als solcher am 8. März 1887 Bataillonskommandeur im Garde-Füsilier-Regiment. Kurzzeitig war Krosigk vom 21. Oktober 1889 bis 23. März 1890 im Generalstab des III. Armee-Korps tätig und wurde anschließend mit der Beförderung zum Oberstleutnant Abteilungschef im Großen Generalstab. Ab dem 28. Juli 1892 kommandierte er das Garde-Füsilier-Regiment, wurde am 27. Januar 1893 Oberst und am 30. Mai 1896 unter Stellung à la suite seines Regiments mit der Führung der 28. Infanterie-Brigade beauftragt. Mit seiner Beförderung zum Generalmajor wurde Krosigk am 16. Juni 1896 Kommandeur dieser Brigade ernannt, die er bis zum 16. Dezember 1896 befehligte und anschließend die 3. Garde-Infanterie-Brigade übernahm. In dieser Funktion war Krosigk zeitgleich auch vom 7. Juli 1897 bis 17. Oktober 1899 Mitglied der Studienkommission der Kriegsakademie. Am 27. Januar 1900 folgte mit der Beförderung zum Generalleutnant die Ernennung zum Kommandeur der 2. Garde-Division. Unter Verleihung des Kronen-Ordens I. Klasse wurde Krosigk am 17. April 1901 mit Pension zur Disposition gestellt. Bereits am 14. September 1900 hatte er den Stern zum Roten Adlerorden II. Klasse mit Eichenlaub erhalten.
In Würdigung seiner langjährigen Verdienste erhielt Krosigk am 27. Februar 1906 das Komturkreuz des Königlichen Hausordens von Hohenzollern sowie am 13. September als besondere Auszeichnung die Erlaubnis zum Tragen der Uniform des Garde-Füsilier-Regiments.
Er war Rechtsritter des Johanniterordens.

### Familie
Krosigk verheiratete sich am 12. März 1878 in Halle (Saale) mit Anna Gräfin von Kielmannsegg (1856–1929). Aus der Ehe gingen zwei Töchter und ein jung verstorbener Sohn hervor:
- Armgard Luise Anna (1880–1944) ⚭ Friedrich (Fritz) Ferdinand von Bültzingslöwen (1874–1943)
- Freda Luise Elisabeth Hedwig (* 1884)
- Vollrath Kurt Ernst Lothar (1892–1894).